# Викторов, Владимир Андреевич
Владимир Андреевич Викторов (25 января 1933 — 14 января 2018) — академик РАМН (06.04.2002), академик РАН (30.09.2013, Отделение медицинских наук, секция клинической медицины). Заслуженный деятель науки Российской Федерации, лауреат Государственной премии СССР, доктор технических наук, профессор.

## Биография
Родился в деревне Филипповичи Красно-Слободского района Бобруйской области в семье военнослужащего.
Окончил Московскую среднюю школу № 218 (1951) и радиотехнический факультет Московского авиационного института имени Серго Орджоникидзе (1957, с отличием).
Работал инженером в Институте автоматики и телемеханики АН СССР (впоследствии Институт проблем управления АН СССР в лаборатории академика Б. Н. Петрова.
В 1961 году поступил в заочную аспирантуру, в 1964 году защитил кандидатскую диссертацию, в 1969 году — докторскую, в 1972 году присвоено учёное звание профессора.
С 1967 года зав. лабораторией высокочастотных методов измерения.
Создал новое направление в научном приборостроении — высокочастотный метод измерений неэлектрических величин.
Руководил разработкой измерительной техники высокой точности, чувствительности и быстродействия, определения уровня, количества и других физических характеристик сред, находящихся в различных условиях, в том числе в условиях невесомости.
Ряд разработок и предложений были использованы на космических станциях и других космических управляемых объектах. За эти работы в 1977 году присуждена Государственная премия СССР.
С 1977 года директор Всесоюзного научно-исследовательского института медицинского приборостроения (ВНИИМП), с 1992 года — Генеральный директор ЗАО «ВНИИМП-ВИТА» (правопреемник института).
Возглавил работу по развитию научных основ медико-технических технологий и медицинского приборостроения, разработке новейших систем, комплексов, приборов и аппаратов.
В институте были созданы и получили развитие научно-технические школы медицинского приборостроения: функциональные автоматизированные комплексы медицинской техники для оснащения лечебно-профилактических учреждений, наркозно-дыхательная аппаратура, аппаратура внепочечного очищения крови, физиотерапевтическая техника, техника для функциональной диагностики, радионуклидная диагностическая аппаратура, светотехническая аппаратура, системы и комплексы для психофизиологических исследований и др.
Член-корреспондент РАМН (23.03.1991), академик РАМН (06.04.2002), академик РАН (30.09.2013, Отделение медицинских наук, секция клинической медицины). Главный редактор журнала «Медицинская техника».
Похоронен на Ваганьковском кладбище в Москве (уч. 23).

## Награды
Заслуженный деятель науки Российской Федерации (2001). Награждён орденами Трудового Красного Знамени (1986), «Знак Почёта» (1976), медалями, в том числе медалью имени Ю. А. Гагарина (1993) и медалью К. Э. Циолковского (2003) за заслуги перед космонавтикой.